# 胡晓明 (1955年)
胡晓明（1955年8月—），男，四川富顺人，享受国务院政府特殊津贴专家，华东师范大学终身教授。开设个人公众号“心灵诗学”，专注于诗歌创作分享。

## 生平
胡晓明出生于贵州省贵阳市，青少年时代在四川成都度过。胡晓明出生书香世界，祖父毕业于四川大学，继祖母胡佩玖是四川大学首届毕业生，抗战期间曾任富顺女中校长。受良好的读书风气影响，胡晓明自小养成了对古典诗词的热爱。1980年高考结束，考入贵州师范学院。1983年考取安徽师范大学中文系，师从祖保泉先生读研究生，1986年从安徽师范大学中文系文艺学专业毕业，获文学硕士学位。该年考取华东师范大学中文系，师从王元化。1990年于华东师范大学中文系中国文学批评史专业获文学博士学位。博士毕业后在华东师范大学任教。1998年晋升教授、博士生导师，2004获聘为终身教授。2010年、2011年，先后在美国哈佛大学东亚系、加拿大英属哥伦比亚大学做访问学者。曾任华东师范大学图书馆馆长、文学研究所所长，教育部人文社会科学重点研究基地中国现代思想文化研究所副所长。2024年7月任满退休。

## 学术贡献
主要从事中国诗歌与思想、近代诗学及学术史研究，主持国家社科基金规划项目、教育部重点文科研究基地重大课题等科研项目多项，研究、教学成果曾获上海市社联优秀论文奖、全国优秀古籍图书一等奖、上海市优秀教学成果二等奖等。主授课程《国学经典专书讲读系列》获国家精品课程和首批教育部精品共享课程。曾获1995年度上海市优秀青年教师和2006年度宝钢全国优秀教师奖。

## 社会兼职
中国古代文学理论学会会长，中国诗教学会副会长，上海海峡两岸文化基金会副会长，《古代文学理论研究》主编。

## 作品

### 专著
- 《中国诗学之精神》（1991年，江西人民出版社）
- 《灵根与情种：先秦文学思想研究》（1994年，百花洲文艺出版社）
- 《饶宗颐学记》（1996年，香港教育图书公司）
- 《万川之月：中国山水诗的心灵境界》（2005年，北京大学出版社）
- 《文化江南札记》（2006年，华东师范大学出版社）
- 《诗与文化心灵》（2006年，中华书局）
- 《文化的认同》（2008年，安徽教育出版社）
- 《巴黎美学札记》（2011年，华东师范大学出版社）
- 《丽娃河畔札记》（2012年，凤凰出版集团）
- 《古典今义札记》（2013年，海天出版社）

### 编著
- 《近代上海文学系年初编》（共四册）（2003年，上海教育出版社）
- 《读经：启蒙还是蒙昧？》（2005年，华东师大出版社）
- 《国学名著讲读系列丛书》（共十二册）（2005至2010年，华东师大出版社）
- 《历代女性诗词鉴赏辞典》（2016年，上海辞书出版社）